# مباريات فاصلة

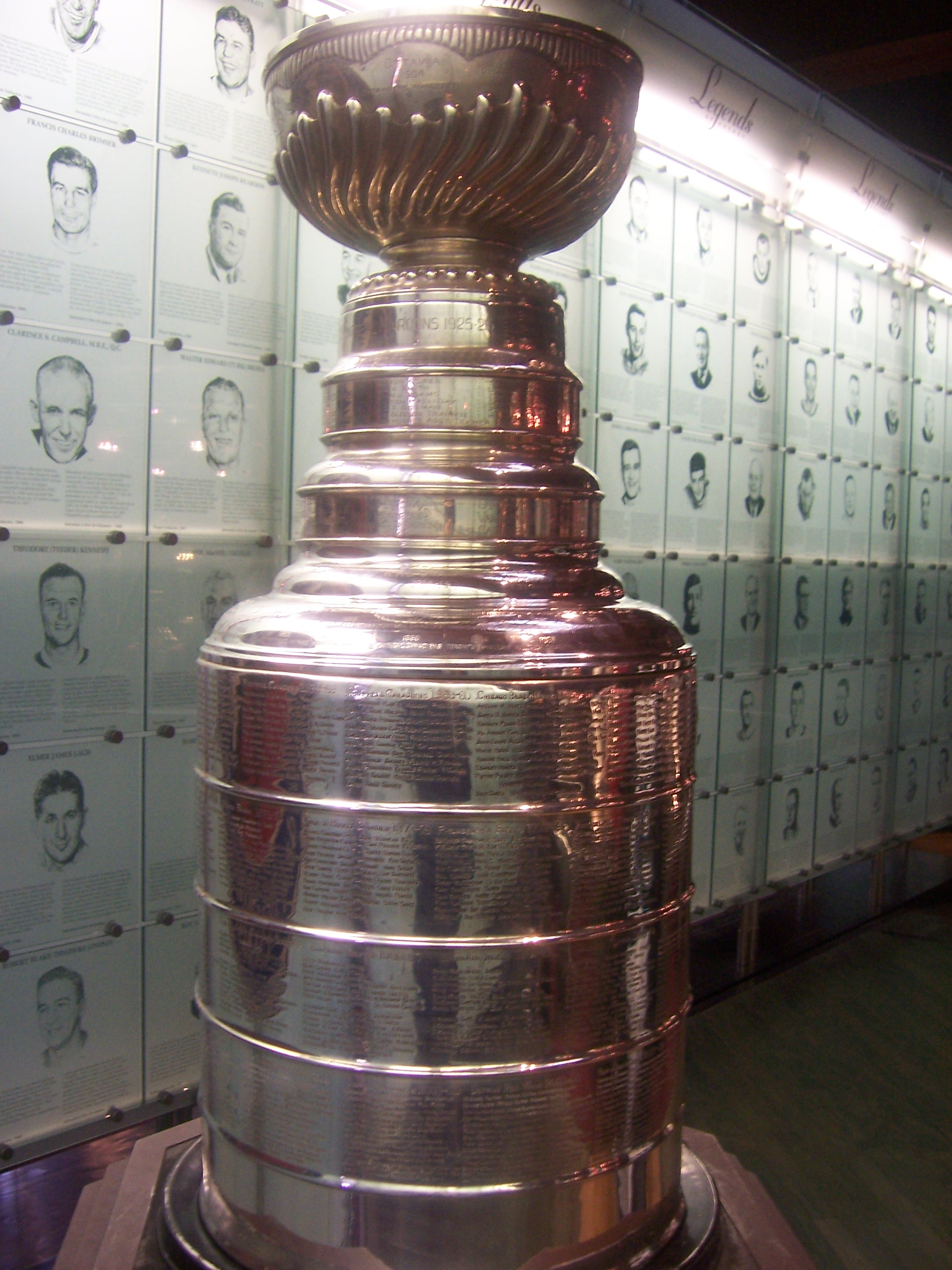

المباريات الفاصلة أو مباريات الفصل أو المباريات الحاسمة أو المحلق أو المربع الذهبي[بحاجة لمصدر] في الدوريات الرياضية، هي بطولة تقام بعد نهاية الموسم التمهيدي، وتٌلعب لتحديد بطل الدوري. اعتمادا على الدوري، قد تكون التصفيات إما لعبة واحدة، أو سلسلة من المباريات تلعب بنظام خروج المغلوب.
في إنجلترا يستخدم المباريات الفاصلة في لعبة كرة القدم لتحديد الصاعد والهابط في منافسات الدوري، بدلا من تحديد البطل كما يحدث في بطولات أمريكا الشمالية.

## كرة القدم
يستخدم نظام المباريات الفاصلة في الدوري الأمريكي لكرة القدم حيث يقسم الدوري إلى مجموعات متساوية. في أمريكا اللاتينية، وتحديدا في الدوري المكسيكي الممتاز ينقسم الموسم إلى فترتين ويحدد البطل عن طريق المباريات الفاصلة.

### التصفيات الدولية
دخلت التصفيات في بطولة كأس العالم منذ وقت مبكر وتحديدا في كأس العالم 1954، وما زالت من سمات البطولة حتى الآن. عادة تحدد التصفيات المنتخبات المتأهلة إلى البطولات القارية، ففي تصفيات كأس العالم 2006 على سبيل المثال، هناك تصفيات ملحقة في أوروبا تٌلعب بطريقة الذهاب والإياب لتحديد آخر 3 منتخبات متأهلة إلى بطولة كأس العالم. حسب قواعد التصفيات يتأهل أصحاب المركز الأول في المجموعات الثمانية بالإضافة إلى أفضل منتخبين احتلا المركز الثاني. المنتخبات الست الباقية التي احتلت المركز الثاني تأهلت إلى المباريات الفاصلة.

### المملكة العربية السعودية
خلال اجتماع الإتحاد السعودي لكرة القدم برئاسة الأمير فيصل بن فهد، تقرر في 26 أكتوبر 1990 تغيير مسمى ونظام الدوري السعودي إلى كأس دوري خادم الحرمين الشريفين مع إقامة مربع ذهبي للفرق الحاصلة على المراكز الأربعة الأوائل في الدوري التمهيدي. وكان نظام المباريات الفاصلة آنذاك، يضع المتصدر في مواجهة صاحب المركز الثالث ويلعب الثاني ضد الرابع بنظام ذهاب وإياب، ويلعب الخاسران مباراة تحديد المركز الثالث والرابع والفائزان يلعبا المباراة النهائية لتحديد الفائز ببطل الدوري.
في موسم 1996–97، تغير نظام المربع حيث لعب الأول مع الرابع والثاني مع الثالث، ويتأهل الفائزان للعب المباراة الختامية. وفي موسم 2001–02، اختار الاتحاد السعودي نظاما مغايرا للعب المباريات الفاصلة، حيث يصعد الأول مباشرة إلى المباراة النهائية مع مكافأة مالية، وصاحبي المركزين الثالث والرابع يلتقيان على أرض الثالث، والفائز منهما يواجه الثاني على ملعبه. والمتأهل منهما يلتقي المتصدر وحامل اللقب في المباراة النهائية.
تقرر إلغاء طريقة المباريات الفاصلة في موسم 2007–08، وعاد الدوري إلى النظام السابق المعمول به في موسم 1989–1990، ويعتبر الفريق صاحب أكبر عدد من النقاط هو من يفوز بالدوري.

### قطر
في الدوري القطري، أدخل نظام المباريات الفاصلة إلى الدوري في موسم 1994–95، وتلعب الفرق الأربع الأولى في بطولة كأس قطر أو ما يسمى سابقا كأس ولي العهد القطري. وظلت تقام منذ بدايتها وحتى نهاية بطولة عام 2008 بنظام الذهاب والإياب في نصف النهائي، ولكن اعتبارا من بطولة عام 2009 أصبح الدور نصف النهائي بمشاركة الفرق الأربع من مباراة واحدة يتأهل الفائز منهما إلى المباراة النهائية مباشرة.

### أستراليا
يحدد الدوري الأسترالي الذي يضم أيضا فريق من نيوزيلندا البطل من خلال المباريات الفاصلة، ويعرف رسميا باسم «نهائيات السلسلة» منذ إنشائه في موسم 2005–06.

## كرة السلة

### تونس
تلعب البطولة الوطنية لكرة السلة بنظام الدوري التمهيدي، ويتأهل الأربع الأوائل إلى المباريات الفاصلة.

### الولايات المتحدة
افتتحت المنظمة المعروفة باسم الرابطة الوطنية لكرة السلة الدوري الأمريكي لكرة السلة في عام 1946-47، وقتها كان للفرق قوة مختلفة عن بعضها، ويتوزع 30 نادي في مساحة واسعة بمختلف ولايات أمريكا. قُسمت الفرق في منطقتين، شرقا وغربا ويتكون كل قسم من 15 فريق يصنفون في 3 مجموعات لكل تصنيف.
تبدأ منافسات الدور التمهيدي في الأسبوع الأول من شهر نوفمبر، وينتهي بإقامة المرحلة الإقصائية (البلاي أوف) بين بطل القسم الشرقي وبطل القسم الغربي في يونيو.